# Partido Liberal (Brasil, 2006)
El Partido Liberal  (PL), anteriormente conocido como Partido de la República (PR) (Partido da República), es un partido político brasileño de ideología conservadora en temas sociales y liberal en lo económico. Fue fundado el 26 de octubre de 2006. Su código electoral es el 22 y su presidente es Valdemar Costa Neto. El PL gobernó Brasil entre 2019 y 2023 con Jair Bolsonaro como presidente.
El partido surgió como una fusión del Partido Liberal de 1985 y el Partido de la Reconstrucción del Orden Nacional (PRONA), como un gran partido de centro-derecha,  y fue considerado parte del Centrão, un bloque de partidos sin una orientación ideológica coherente que apoyan a diferentes lados del espectro político con el fin de obtener privilegios políticos. Como tal, apoyó al primer gobierno de Luiz Inácio Lula da Silva y el gobierno de Dilma Rousseff, miembros del Partido de los Trabajadores.
En 2021, se convirtió en la base del entonces presidente de Brasil, Jair Bolsonaro, para las elecciones generales brasileñas de 2022. Esto llevó a que muchos de sus partidarios se unieran al partido, que se convirtió así en el bloque más grande del Congreso Nacional de Brasil, y el Partido Liberal dio un giro general hacia la extrema derecha.

## Historia

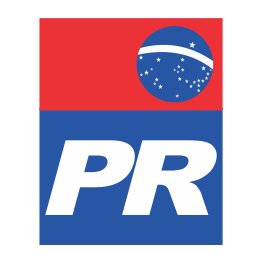
Logotipo del Partido da República.

El PL nace como la unión de dos formaciones: el Partido Liberal y el Partido de la Reconstrucción del Orden Nacional. Esta unión se hizo para superar la cláusula de barrera, situada en el 5% de los votos en el Congreso de los Diputados. De no superar esta cláusula, el partido no podría realizar actividades parlamentarias de forma independiente.
En un principio, el Partido Laborista de Brasil también se iba a unir a este partido, pero desacuerdos sobre el programa político con las otras dos formaciones impidió el acuerdo.
Con los resultados de las elecciones del 2006, el PL cuenta con 25 diputados y tres senadores. Entre sus afiliados destacan Inocêncio de Oliveira, diputado, Alfredo Nascimento, senador y el exvicepresidente del país, José Alencar (quien lo integró hasta 2005, antes de afiliarse a Republicanos).
El 30 de noviembre de 2021, el presidente de Brasil, Jair Bolsonaro, y su hijo, el senador Flávio Bolsonaro, se unieron al PL en preparación para las elecciones generales brasileñas de 2022.

## Bancada en laCâmara dos Deputados

### Composición actual
| Diputados | AC | AL | AM | AP | BA | CE | DF | ES | GO | MA | MG | MS | MT | PA | PB | PE | PI | PR | RJ | RN | RO | RR | RS | SC | SE | SP | TO |
| --------- | -- | -- | -- | -- | -- | -- | -- | -- | -- | -- | -- | -- | -- | -- | -- | -- | -- | -- | -- | -- | -- | -- | -- | -- | -- | -- | -- |
| 40        | 0  | 1  | 1  | 1  | 3  | 2  | 1  | 0  | 2  | 0  | 5  | 0  | 0  | 1  | 1  | 1  | 1  | 2  | 4  | 1  | 1  | 3  | 0  | 1  | 1  | 6  | 1  |

### Bancada elegida para la legislatura
| Legislatura      | Eleitos | %    | AC | AL | AM | AP | BA | CE | DF | ES | GO | MA | MG | MS | MT | PA | PB | PE | PI | PR | RJ | RN | RO | RR | RS | SC | SE | SP | TO | Diferença |
| ---------------- | ------- | ---- | -- | -- | -- | -- | -- | -- | -- | -- | -- | -- | -- | -- | -- | -- | -- | -- | -- | -- | -- | -- | -- | -- | -- | -- | -- | -- | -- | --------- |
| 54.ª (2011-2015) | 40      | 7,80 | 0  | 1  | 1  | 0  | 3  | 2  | 2  | 0  | 1  | 1  | 7  | 1  | 2  | 1  | 1  | 2  | 0  | 1  | 7  | 1  | 0  | 1  | 0  | 0  | 1  | 4  | 0  | +15       |
| 53.ª (2007-2011) | 25      | 4,87 | 0  | 0  | 0  | 0  | 3  | 1  | 0  | 1  | 1  | 0  | 6  | 0  | 1  | 0  | 2  | 1  | 0  | 2  | 2  | 1  | 0  | 1  | 0  | 0  | 0  | 3  | 0  | -10       |
| 52.ª (2003-2007) | 35      | 6,82 | 0  | 1  | 3  | 0  | 0  | 2  | 0  | 1  | 0  | 1  | 6  | 0  | 1  | 1  | 2  | 1  | 0  | 1  | 3  | 0  | 0  | 1  | 1  | 0  | 1  | 9  | 0  | +21       |
| 51.ª (1999-2003) | 14      | 2,73 | 0  | 0  | 1  | 0  | 1  | 0  | 0  | 0  | 2  | 2  | 4  | 0  | 1  | 0  | 0  | 0  | 0  | 0  | 0  | 0  | 0  | 0  | 0  | 0  | 0  | 3  | 0  |           |

Se incluyen los Diputados elegidos por los siguientes partidos: PL, PRONA, PST y PGT, todos ellos incorporados al PL.
Fuente: Portal da Câmara dos Deputados - Bancada na Eleição.